# 北俊夫
北 俊夫（きた としお、1947年 - ）は、日本の教育者・教育学者。

## 人物・来歴
福井県生まれ。埼玉大学教育学部卒。東京都公立小学校教員、東京都教育委員会指導主事、文部省（現文部科学省）初等中等教育局教科調査官、岐阜大学教授、国士舘大学教授を経て、一般財団法人総合初等教育研究所参与及び学校教育アドバイザー。

## 著書
- 『イラストを取り入れた社会科授業』 (社会科教育全書) 明治図書出版, 1986.2
- 『新社会科・学習問題づくりの指導技術』 (授業への挑戦) 明治図書出版, 1990.8
- 『ゆさぶりのある社会科授業を創る』 (授業への挑戦) 明治図書出版, 1991.9
- 『新学力観に立つ社会科授業の理論と方法』明治図書出版, 1995.2
- 『環境と国際理解の教育 これからの学校・授業』東洋館出版社, 1996.10
- 『「生きる力」を育てる社会科授業』 (社会科授業研究双書) 明治図書出版, 1996.5
- 『子どもの成長を支援する評価 その12のポイント』 (社会科授業研究双書) 明治図書出版, 1996.5
- 『「社会科の授業」はどう変わらなければならないか 「一匹の魚」より「魚のとり方」を』 (社会科授業研究双書）明治図書出版, 1997.6
- 『新しい知識観に立つ授業の改革』 (オピニオン叢書）明治図書出版, 1999.4
- 『「総合的な学習」とこれからの学校・授業づくり 21世紀の学校教育を考える処方箋』光文書院, 1999.9
- 『社会科の責任 二一世紀を拓く授業論』東洋館出版社, 2000.2
- 『「総合的な学習」のカリキュラムと実践のヒント 子どもも教師も楽しく取り組む処方箋』光文書院, 2001.7
- 『子どもを伸ばす基礎・基本の評価』文溪堂, 2002.4
- 『社会科の基礎・基本 選択学習の新しい提言』 (社会科教育全書 明治図書出版, 2002.4
- 『学校新時代の学力と評価 21世紀の学校・授業づくりの視点』文溪堂, 2003.10
- 『社会科・学習問題づくりのアイデア』明治図書出版, 2004.11
- 『社会科の思考を鍛える新テスト 自作のヒント』明治図書出版, 2004.6
- 『新しい学校課題と授業の創造 「確かな学力」向上を目指して』文溪堂, 2005.10
- 『あなたの社会科授業は基礎・基本を育てているか』明治図書出版, 2005.4
- 『「義務教育の構造改革」と学校の課題 伝統文化・食・情報の教育』文溪堂, 2007.10
- 『新教育課程と社会科の授業構想』明治図書出版, 2008.9
- 『若い先生に伝えたい!!授業のヒント60 授業相談Q&A』文溪堂, 2009.11
- 『若い先生に伝えたい!!子どもの学力をつける学習評価 確かな評価観の確立のために』文溪堂, 2011.10
- 『社会科学力をつくる"知識の構造図"  "何が本質か"が見えてくる教材研究のヒント』明治図書出版, 2011.7
- 『言語活動は授業をどう変えるか 考え方と実践のヒント』 (BOOKS教育の泉）文溪堂, 2011.9
- 『なぜ子どもに社会科を学ばせるのか』 (BOOKS教育の泉）文溪堂, 2012.4
- 『いまこそ知りたい!食育の授業づくり』健学社, 2013.4
- 『こんなときどうする!学級担任の危機対応マニュアル』 (BOOKS教育の泉）文溪堂, 2013.9
- 『"知識の構造図"を生かす問題解決的な授業づくり 社会科指導の見える化=発問・板書の事例研究』明治図書出版, 2015.6
- 『だれでもできる社会科学習問題づくりのマネジメント』 (BOOKS教育の泉）文溪堂, 2016.2
- 『新社会科討論の授業づくり 思考・理解が深まるテーマ100選』学芸みらい社, 2017.4
- 『思考力判断力表現力を鍛える新社会科の指導と評価 見方・考え方を身につける授業ナビゲート』 (社会科授業サポートBOOKS) 明治図書出版, 2017.9
- 『「ものの見方・考え方」とは何か 授業力向上の処方箋』 (BOOKS教育の泉）文溪堂, 2018.11
- 『「主体的・対話的で深い学び」を実現する社会科授業づくり 見方・考え方を育てる授業のポイント』 (社会科授業サポートBOOKS) 明治図書出版, 2018.9
- 『あなたの社会科授業は間違っていませんか』 (社会科授業サポートBOOKS) 明治図書出版, 2020.2
- 『「なぜ」で読み解く社会科授業のヒント 「なぜ」がわかると、授業が変わる』 (BOOKS教育の泉）文溪堂, 2020.5
- 『保護者と語りたい子育て話材50』 (BOOKS教育の泉）文溪堂, 2021.1
- 『社会科が好きになる授業づくり入門』 (BOOKS教育の泉）文溪堂, 2022.1
- 『トイレ四方山ばなし』文芸社, 2022.10

### 共編著・監修
- 『新社会科授業づくりの指導事例』全10巻 中野重人共編 明治図書出版, 1990.2
- 『生活科授業づくりの指導事例』全3巻 中野重人共編. 明治図書出版, 1990.3
- 『楽しい学習活動を取り入れた小学校社会科教え方細案』全8巻 編. 明治図書出版, 1992.10
- 『社会科「関心・意欲・態度」の評価技法』 (新学力の評価研究）編著. 明治図書出版, 1993.12
- 『観点別評価の手順 データの集め方・判定の仕方 こうすればできる 小学校社会』石田恒好共編. 図書文化社, 1994.5
- 『新しい学力観に立つ授業展開のポイント 小学校社会科』桜井純子[ほか]企画・編集, 北俊夫[ほか]編著. 東洋館出版社, 1994.8
- 『社会科の学習活動と評価カード』 (小学校の授業と評価) 編. 小学館, 1995.1
- 『新しい社会科の研究開発』全4巻 編著. 明治図書出版, 1995-96
- 『新学力観に立つ社会科授業モデル29選』 (新学力観の授業研究）編著. 明治図書出版, 1995.12
- 『社会科・生活科の表現活動 工夫とアイディア』 (学級経営資料. 教育技術mook) 羽豆成二共編著. 小学館, 1996.6
- 『調べ学習社会科の授業づくり』全8巻 編. 国土社, 1997.1
- 『新学力観のための評価と指導』全3巻 藤岡完治共編. ぎょうせい, 1997.5
- 『授業参観に役立つ新社会科指導案事例集 ティームティーチング実践のヒント』 小学3～6年 (新しい社会科の研究開発）編著. 明治図書出版, 1997.8
- 『子どもが動く社会科教材の開発』 (新しい社会科授業への挑戦）大阪教育大学三附属小学校社会科研究会共編著. 明治図書出版, 1997.9
- 『社会科調べ学習のための学び方カード 小学3～6年』編著. 明治図書出版, 1998.6
- 『わたしたちにできるリサイクル アルミかんとなかよくしよう』監修・指導. アルミ缶リサイクル協会, 1998.7
- 『社会科改革のマスターキー』 (社会科教育全書）編著. 明治図書出版, 1998.9
- 『新小学校教育課程講座 社会』寺田登共編著. ぎょうせい, 1999.10
- 『小学校授業の知恵・教科話題事典』栗岩英雄,石川秀也共編著. ぎょうせい, 1999.3
- 『総合的学習に役立つ都道府県クイズ』全8巻) 監修. 国土社, 1999.3
- 『社会科の授業をどう創るか 対談・小学校新教育課程』有田和正共著. 明治図書出版, 1999.5
- 『歴史に対する理解と愛情を育てる小学校・歴史学習の改革』 (社会科教育全書）編著. 明治図書出版, 1999.5
- 『新しい教育課程と学習活動の実際 社会』 (小学校新学習指導要領実践) 編著. 東洋館出版社, 1999.7
- 『小学校新教育課程の解説 社会』寺田登, 安野功共著. 第一法規出版, 1999.7
- 『改訂小学校学習指導要領の展開 社会科編』編著. 明治図書出版, 1999.7
- 『社会科・生活科とクロスする総合的学習の実践プラン 池田・天王寺・平野』 (新しい社会科授業への挑戦）大阪教育大三附属小学校社会科研究会 共著. 明治図書出版, 1999.9
- 『社会科の授業 新学習指導要領を生かした』 (教育技術mook) 編・著. 小学館, 2000.12
- 『総合的な学習・社会科・生活科カリキュラムプラン集 2002年完全実施版』 (新しい社会科授業への挑戦）大阪教育大三附属小学校社会科研究会 共著. 明治図書出版, 2000.9
- 『総合的な学習・実践情報双書』全5巻 ;編. 明治図書出版, 2001.10
- 『楽しい社会科の授業づくり』編著. 東洋館出版社, 2001.11
- 『社会科の本質 目標・内容をどう構造化するか 小・中連携の系統』 (新しい社会科の研究開発）北埼玉地区社会科研究会共著. 明治図書出版, 2001.2
- 『博物館と結ぶ新しい社会科授業づくり』 (新しい社会科の研究開発）埼玉県博学連携推進研究会共著. 明治図書出版, 2001.2
- 『都道府県別21世紀日本の産業』全9巻、目賀田八郎共監修. 学習研究社, 2001.3
- 『社会科の授業と評価 子どもが調べ考える』羽豆成二共編. 教育出版, 2002.2
- 『総合的な学習の道具箱 設計・活動・評価に役立つ67のアイディア』中野重人共編著. 東洋館出版社, 2002.3
- 『小学校社会科基礎・基本と学習指導の実際 計画・実践・評価のポイント』 (新しい教育課程の展開) 安野功共編著. 東洋館出版社, 2002.3
- 『図説・日本の政治と省庁のすがた』全3巻) 監修. 旺文社, 2002.4
- 『小学校社会科の絶対評価 技法と実際』 (新授業づくり選書）編. 明治図書出版, 2002.4
- 『総合的な学習の時間・選択教科事例集』 (教職研修総合特集. 新教育課程先進事例集）編. 教育開発研究所, 2002.9
- 『新社会科の発展教材&面白調べ活動 基礎・基本にプラスするプロの技』編. 明治図書出版, 2003.5
- 『学力を伸ばす個に応じる授業改革 やった!のびた!変わった!いきいき粉小っ子』和歌山県粉河小学校 共著. 明治図書出版, 2004.11
- 『社会科の新しい基礎・基本 緊急課題の授業モデル』廣嶋憲一郎共編著. 明治図書出版, 2006.12
- 『シリーズ・食育-学校でつくる食生活の基礎・基本』全4巻 編. 明治図書出版, 2007.1
- 『学級づくりの相談室Q&A 学級経営のノウハウがこの1冊に!』 (こうぶんエデュ) 廣嶋憲一郎, 渡辺秀貴共著. 光文書院, 2007.5
- 『調べる力を育てる食育ワーク&小話』編著. 明治図書出版, 2008.10
- 『小学校新学習指導要領の展開 社会科編』片上宗二共編著. 明治図書出版, 2008.11
- 『新小学校社会科・重点指導事項の実践開発 新学習指導要領の指導事例』編. 明治図書出版, 2008.12
- 『新社会科の考え方と授業展開 全学年・全単元の指導計画例 小学校新学習指導要領改訂のポイントと授業改善の方法がわかる』 (授業づくりシリーズ）編著. 文溪堂, 2009.11
- 『小学校教育課程講座 社会 平成20年改訂』編著. ぎょうせい, 2009.2
- 『新都道府県クイズ』全6巻 監修. 国土社, 2009.3
- 『新教育課程を実現する学校経営のポイント50』亀井浩明共編著. 学事出版, 2009.6
- 『新社会科活用力をつける"新教材の研究授業"のつくり方・見方 発問・板書入り指導案付き』編著, 無藤隆監修. 明治図書出版, 2010.4
- 『新社会科/全学年・全単元の評価規準一覧』編著. 明治図書出版, 2012.3
- 『新・社会科授業研究の進め方ハンドブック』向山行雄共著. 明治図書出版, 2014.12
- 『アクティブ・ラーニングでつくる新しい社会科授業 ニュー学習活動・全単元一覧』向山行雄共著. 学芸みらい社, 2016.2
- 『小学校新学習指導要領の展開 平成29年版社会編』加藤寿朗共編著. 明治図書出版, 2018.1
- 『小学校教育課程実践講座 社会 平成29年改訂』編著. ぎょうせい, 2018.3
- 『小学校社会科「新内容・新教材」指導アイデア』 (社会科授業サポートBOOKS) 編著. 明治図書出版, 2018.4
- 『小学校社会科「重点単元」授業モデル』 (社会科授業サポートBOOKS) 編著. 明治図書出版, 2018.6
- 『しらべよう!47都道府県郷土の発展につくした先人』全5巻 監修. 偕成社, 2021.4